# République socialiste soviétique d'Estonie
Pour un article plus général, voir Occupation et annexion des pays baltes.
1940–1941
1944–1990
Entités précédentes :
- République d’Estonie

Entités suivantes :
- République d’Estonie

La république socialiste soviétique d'Estonie (ou RSS d'Estonie en abrégé) était l'entité politique en charge de l'administration du territoire de l'Estonie pendant toute la durée de son occupation par l'Union soviétique, d'abord pendant la Seconde Guerre mondiale (1940-1941), puis de 1945 à 1991. 
L'Union soviétique considérait l'Estonie occupée comme une composante de son territoire national à part entière, le fonctionnement de l'administration était de ce fait similaire à celui des autres territoires. La RSS d'Estonie était ainsi l'une des 15 subdivisions de l'Union soviétique, les républiques socialistes soviétiques. 
Le niveau de développement de la république d'Estonie antérieur à la conquête soviétique, ainsi que la situation géographique permettant de rares opportunités d'échanges avec l'autre côté du rideau de fer, notamment les pays nordiques, faisaient de la RSS d'Estonie le territoire le plus économiquement avancé de l'URSS. 

## Histoire
Créée le 21 juillet 1940 après l'invasion de la république d'Estonie par l'armée soviétique le 17 juin 1940 durant la Seconde Guerre mondiale, l'Union soviétique créé la RSS d'Estonie et valide son intégration dans l'Union le 6 août 1940, ce qui en fait la quinzième république. 
Elle est conquise par l'Allemagne en 1941 puis est reprise par l'URSS en 1944, sous la forme d'une annexion. Le pays est dirigé d'une main de fer par le Parti communiste d'Estonie jusqu'à sa dissolution en 1990.
L'économie fut collectivisée entre 1947 et 1957 (99,3 % des terres). Le PIB par habitant de la RSS d'Estonie était de 10 733 dollars en 1990, bien supérieur à celui du reste de l'URSS mais relativement faible en comparaison de celui de la Finlande (26 100 dollars).

## Dirigeants

### Présidents du Soviet suprême
- Johannes Vares (1940–1946)
- Nigol Andresen (1946–1947)
- Eduard Päll (1947–1950)
- August Jakobson (1950–1958)
- Johan Eichfeld (1958–1961)
- Aleksei Müürisepp (1961–1970)
- Aleksander Ansberg (1970)
- Artur Vader (1970–1978)
- Meta Vannas (intérim, 1978)
- Johannes Käbin (1978–1983)
- Arnold Rüütel (1983–1991)

### Présidents du Conseil des ministres
- Johannes Lauristin (1940–1941)
- Arnold Veimer (1944–1951)
- Aleksei Müürisepp (1951–1961)
- Valter Klauson (1961–1984)
- Bruno Saul (1984–1988)
- Indrek Toome (1988–1990)

## Déclin de la RSS d'Estonie
Le 8 mai 1990, la république socialiste soviétique d'Estonie est définitivement supprimée lorsque la république d'Estonie, alors en exil, retrouve son indépendance et le contrôle de son territoire. 